# Сайгатка (село)

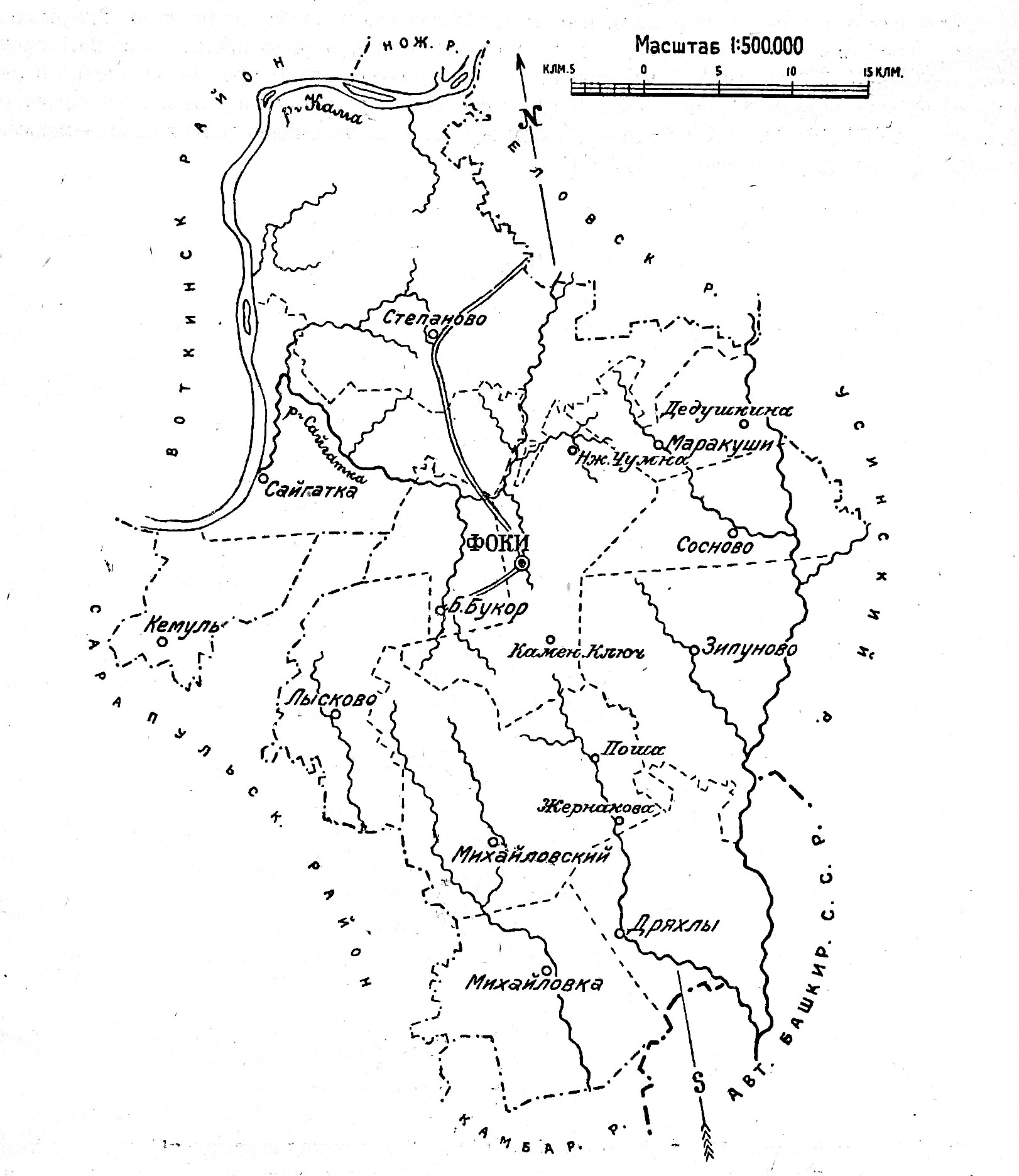
Село Сайгатка при впадении реки Сайгатки в Каму на карте Фокинского района 1928 года (без заполненного водохранилища).

Сайгатка (ранее также Сайгатское) —  бывшее село в черте современного города Чайковский в Пермском крае России.

## География
Территориально Сайгатка находилась при впадении реки Сайгатка в Каму к юго-западу от центра современного города Чайковский. В центральной части города (в Основном районе) находится названная в честь реки и бывшего села современная железнодорожная станция Сайгатка с вокзалом.

## История
Первые упоминания о селе Сайгатке (Сайгатском) как о подворье Преображенского Осинского монастыря датируются 1646 годом (возникло не ранее 1614 года).
В историю село вошло как место переправы отрядов Пугачёва и их боёв с государственными войсками.
В XIX — начале XX вв. на картах обозначалось и как Сайгатское, и как Сайгатка.
В 1916 году село было центром Сайгатской волости Осинского уезда Пермской губернии.
До 1960 года Сайгатка была центром Сайгатского сельского совета Фокинского района Молотовской (с 1957 года — Пермской) области.
В 1960 году село упразднено и включено в городскую застройку рабочего посёлка Чайковский, образованного в 1956 году. В 1962 году бывшее село стало частью новообразованного города Чайковский.
От бывшего села в этой части города сохранилась улица Сайгатская.
Упоминается в романе Алексея Иванова «Бронепароходы», а также книге Александра Прозорова «Заклятие предков».

## Население
Численность населения села Сайгатка вместе с пристанью на Каме по данным переписи 1926 года составляла 1162 человека (все — русские).